# Meselsonův–Stahlův experiment

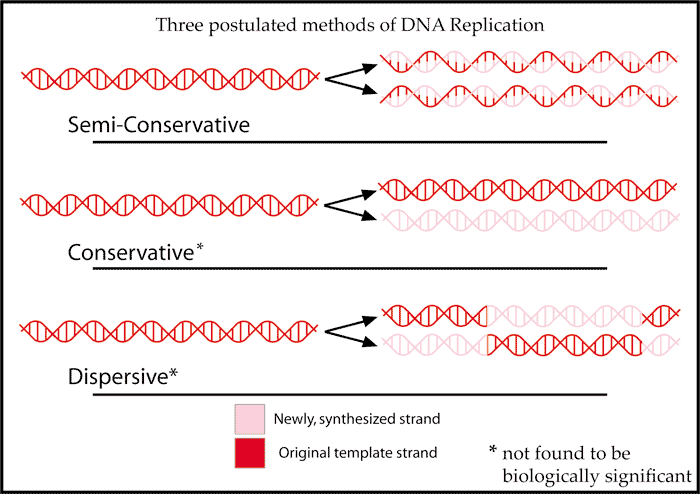
Ze tří možností, jak by mohl být replikován genetický materiál, je platný pouze semikonzervativní model, jak ukázal Meselsonův-Stahlův experiment

Meselsonův-Stahlův experiment je série experimentů, jež v roce 1958 provedli dva američtí výzkumníci, molekulární biolog Matthew Meselson a genetik Franklin Stahl. Tento pokus představuje milník ve výzkumu struktury a funkce DNA, především její replikace. Na základě tohoto pokusu bylo zjištěno, že bakteriální DNA je replikována tzv. semikonzervativně, což znamená, že každá z obou dvoušroubovic DNA vzniklých při replikaci se skládá z jednoho starého vlákna a z jednoho nově dosyntetizovaného (přičemž jako vzor – matrice – sloužilo právě staré vlákno). Práce se jmenovala:

MESELSON, M; STAHL, FW. The replication of DNA in E. coli. Proc. Natl Acad. Sci. USA. 1958, roč. 44, s. 671–682.

## Provedení
Meselson a Stahl nejprve po 14 generací pěstovali bakterie Escherichia coli na mediu obsahujícím v přírodě vzácný těžký izotop – dusík 15N. Tento atom dusíku byl po celou dobu spolu s potravou zabudováván do buněk bakterií. Důležité je, že za pomoci látek obsahujících dusík (konkrétně to byl NH4Cl jako jediný zdroj dusíku) byl izotop 15N při vzniku každé nové generaci i replikována DNA, takže drtivá většina DNA za 14 generací obsahovala pouze 15N.
Následně byly tyto bakterie přeočkovány do media, které obsahovalo 14N dusík, a byla sledována hustota jejich DNA v průběhu generací. 15N DNA je totiž výrazně hustší než 14N DNA, což se dá snadno poznat při ultracentrifugaci na hustotním gradientu (což je metoda vyvinuta Stahlem a Vinogradem). Meselson a Stahl zjistili, že za jednu generaci byla hustota DNA přesným aritmetickým průměrem hustoty DNA obsahující 14N a DNA obsahující 15N. To znamená, že polovina atomů dusíku byly izotopy 15N a polovina byly izotopy 14N. To naznačovalo, že DNA je replikována semikonzervativně, tzn. jedno vlákno každé dvoušroubovice představovala stará DNA (s 15N) a polovina byla nově dosyntetizovaná DNA s 14N dusíkem. V souhlasu s touto představou dopadly i výsledky v třetí generaci: čtvrtinu všech vláken DNA tvořila stará DNA, tři čtvrtiny nová DNA. Z modelu semikonzervativní replikace vyplývá, že v této třetí generaci byla polovina všech vláken zcela tvořených 14N, druhá polovina obsahovala v jednom vlákně 14N a ve druhém 15N.
Aby Meselson a Stahl ověřili své představy o semikonzervativní replikaci a vyloučili tzv. disperzivní model replikace (tzn. model, kdy je stará DNA při replikaci rozptýlena do obou dceřiných dvoušroubovic), provedli ještě jeden pokus: když ve druhé generaci teplem denaturovali DNA (oddělili od sebe obě vlákna), v hustotním gradientu zaznamenali dva pásy vláken DNA: v jednom byly (jednovláknové) řetězce s obsahem pouze 14N, ve druhém pouze s 15N. Navíc zjistili, že oba pásy obsahovaly stejnou molární hmotnost DNA, a tak bylo zřejmé, že DNA je tvořena dvěma stejně velkými vlákny, které se teplotou oddělily.